# Schwyz (municipi)
Schwyz (pronunciat /ʃviːts/) és un municipi del cantó de Schwyz, cap del districte de Schwyz a Suīssa.
La ciutat és molt antiga, situada en una plana de la vall per on passa el riu Muota, ocupa el lloc on es va assentar una tribu vinguda del nord que li donaria el nom i del qual en deriva el nom de Suïssa. És també important pel seu museu Bundesbriefmuseum on es conserva el document signat pels fundadors de la Federació Suïssa el 1291, que establiria els fonaments de l'actual estat. Schwyz manté una economia pròspera amb un efectiu equilibri entre el nombre d'habitants i els llocs de treball. Destaca per una política d'edificació que respecta l'entorn natural.

## El nom

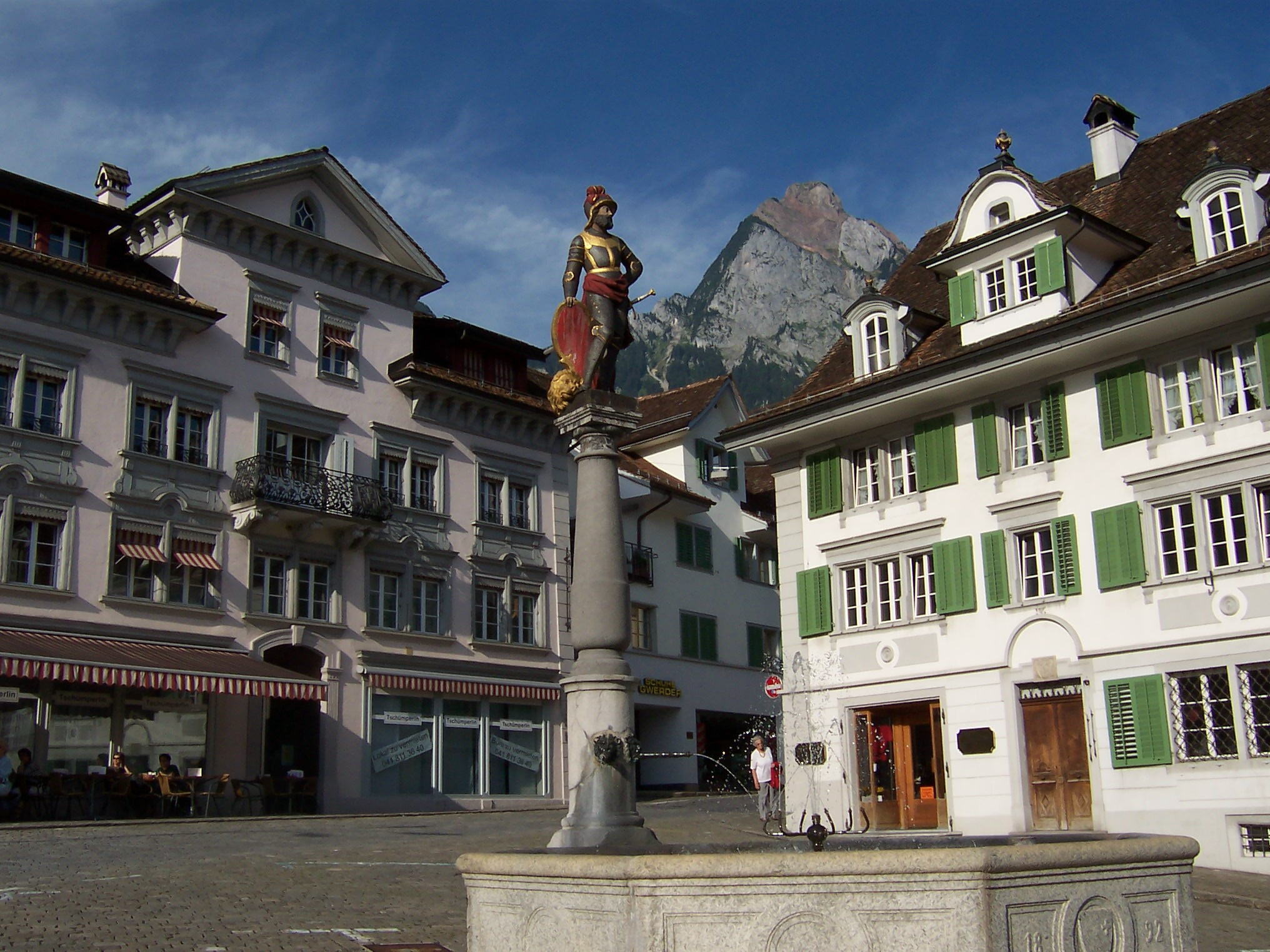
Font de la plaça de l'ajuntament, el nucli de l'assentament originari de Schwyz.

La primera forma atestada del nom d'aquesta població data del període 924/960 i està escrit en la forma Suuites. L'origen d'aquesta paraula no es pot explicar ni des de l'alemany ni des del llatí, per tant es devia originar en època prerromana. Encara no hi ha una interpretació definitiva, el més probable és que se'n derivi de l'arrel protoindoeuropea * sueid- («brillant, resplendent») o de *sweit- («calcinar, cremar»), que alguns relacionen amb la brillantor de les aigües del riu Muota, mentre que altres creuen que indica una clariana per fer un assentament humà resultat de la tala i crema de la vegetació existent.
Els cronistes dels segles XV i XVI informen que els habitants d'aquest lloc, el poble dels schwyz, havien emigrat des del nord en una època de gran fam al seu lloc d'origen. La llegenda parla d'una dissensió entre els líders d'aquest grup humà; Suit (Swit), esdevingut únic cap en derrotar el seu germà Scheijo en un combat, seria qui donaria nom al lloc on es van establir. Johannes Stumpf, autor de la Schwytzer Chronica, publicada el 1554, narra aquesta llegenda situada en l'any 99 a C i esmenta la ciutat amb relació a la guerra címbria. Diu que els generals Catul i Gai Mari, empaitaren els invasors cimbres, els quals fugiren riu Trent en amunt. Llavors van arribar fins al poblat on havien fet assentament amb els teutons, a recer dels Alps, a la vora d'un gran llac, on els havien donat acolliment la gent de Schwyz que treballaven aquelles terres i que hi tenien la seva llar.

## Geografia

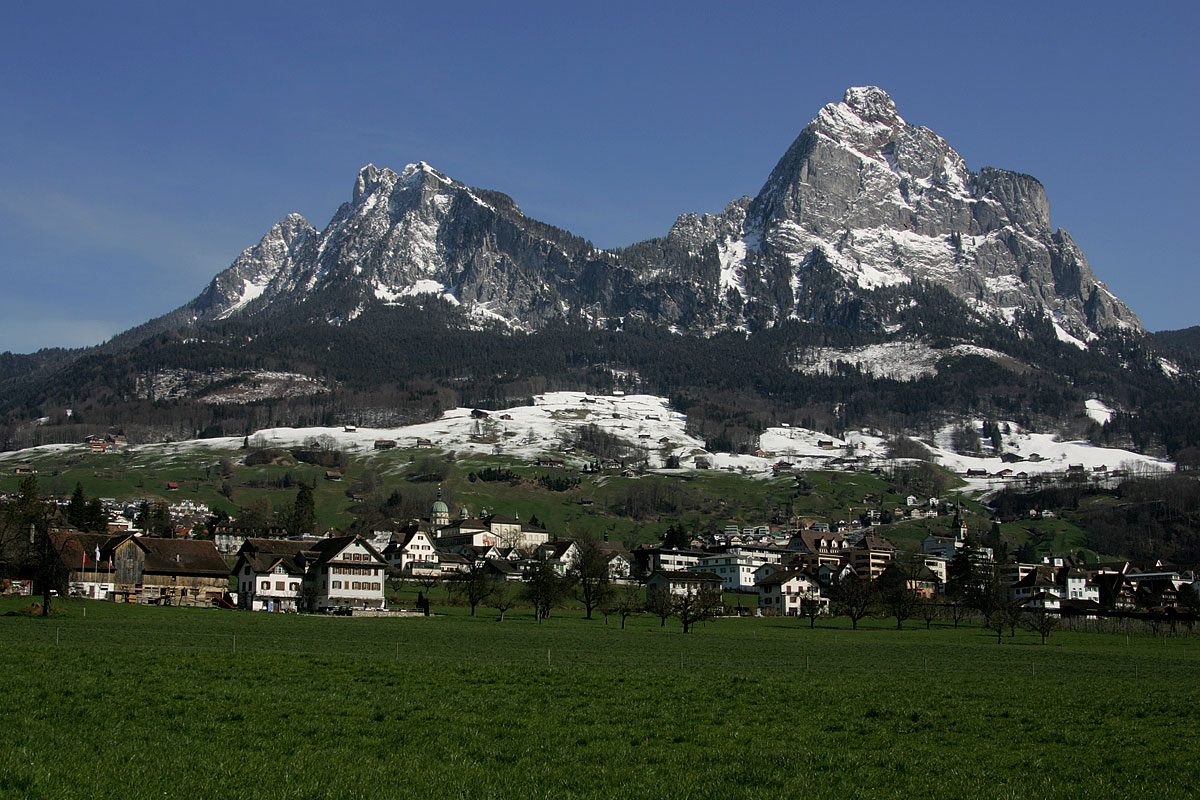
Cases de Schwyz amb les muntanyes Kleiner Mythen i Grosser Mythen al fons.

Schwyz està situada en una plana a 516 m sobre el nivell del mar, al vessant sud entre els llacs dels Quatre Cantons i el Lauerz. Cap a l'est hi ha les muntanyes: Hochstuckli, Kleiner Mythen, Grosser Mythen, Rotenflue i Furggelenstock. El riu Muota passa per entre aquestes muntanyes i travessa el municipi de camí al llac dels Quatre Cantons. El Haggenegg Pass i el Holzegg Pass són ports de muntanya que comuniquen amb la veïna Alpthal, i l'Ibergeregg Pass comunica amb Oberiberg.

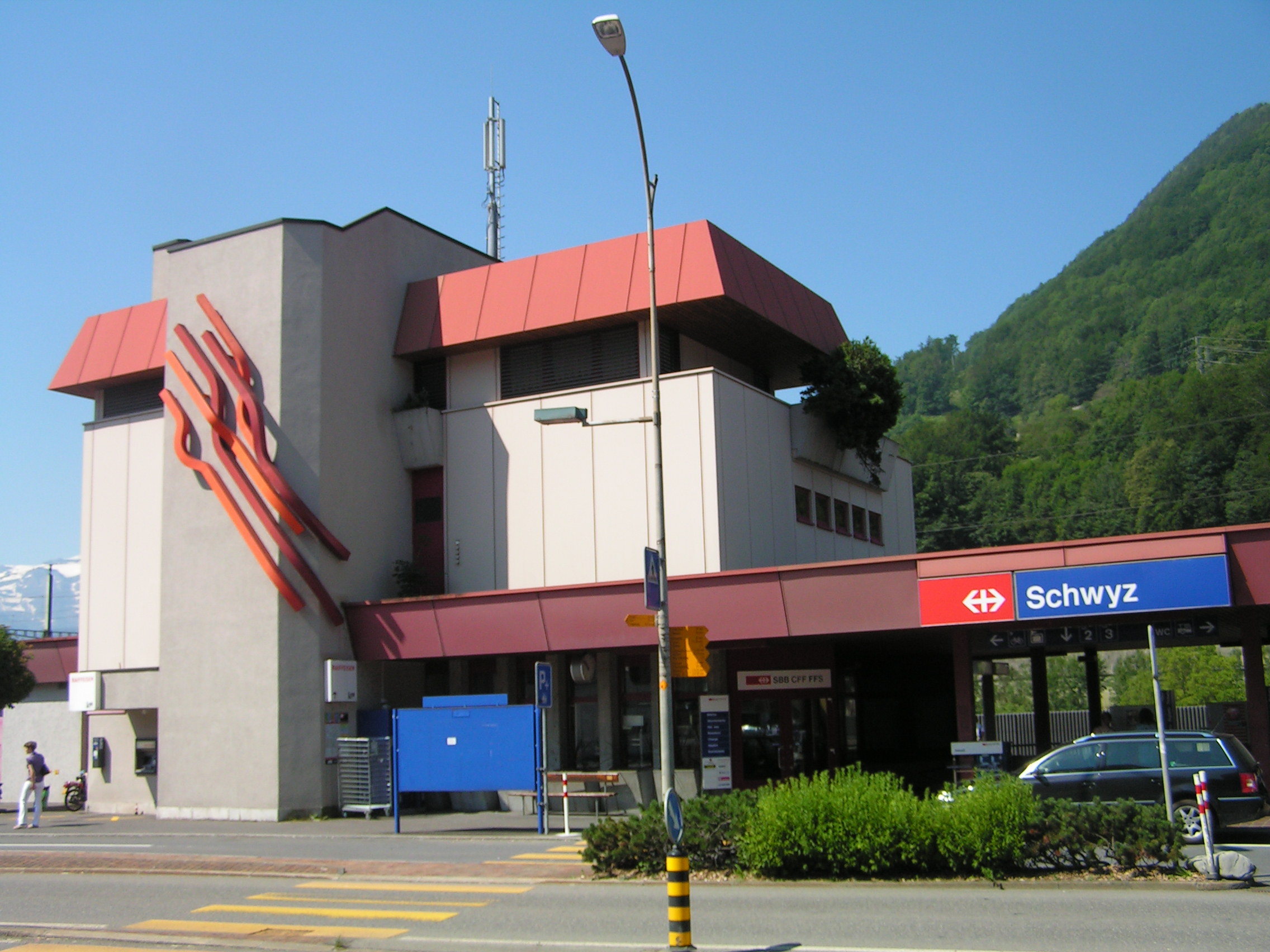
Estació de ferrocarril

El municipi consisteix en la unió de quatre nuclis de població o districtes: Schwyz, Rickenbach, Ibach i Seewen. Un d'aquests, la vila de Schwyz també s'anomena Flecken Schwyz per distingir-la del nom del cantó. Els altres tres nuclis de població s'han acabat unint amb el creixement urbà al cap dels anys, però conserven els respectius escuts heràldics i tenen esglésies pròpies. A més hi ha alguns llogarets que depenen administrativament, per proximitat, d'aquests districtes: On Iberg, Haggenegg, Hesisbol, Holzegg, Oberschönenbuch, Perfiden, Ried-Haggen i Tschütschi.
L'extensió és la següent:
- Habitatges: 82,7173 ha
- Places, jardins i espais públics: 202,5706 ha
- Camps de conreu: 1959,0092 ha
- Aiguamolls: 202,3382 ha
- Pastures: 979,8214 ha
- Boscos: 1377,2768 ha
- Pastures entre boscos: 52,6501 ha
- Carreteres, camins i ferrocarril: 146,8840 ha
- Aigües: 125,4892 ha
- Terres sense conrear: 188,7288 ha
  - Extensió total: 5317,4856 ha

## Història

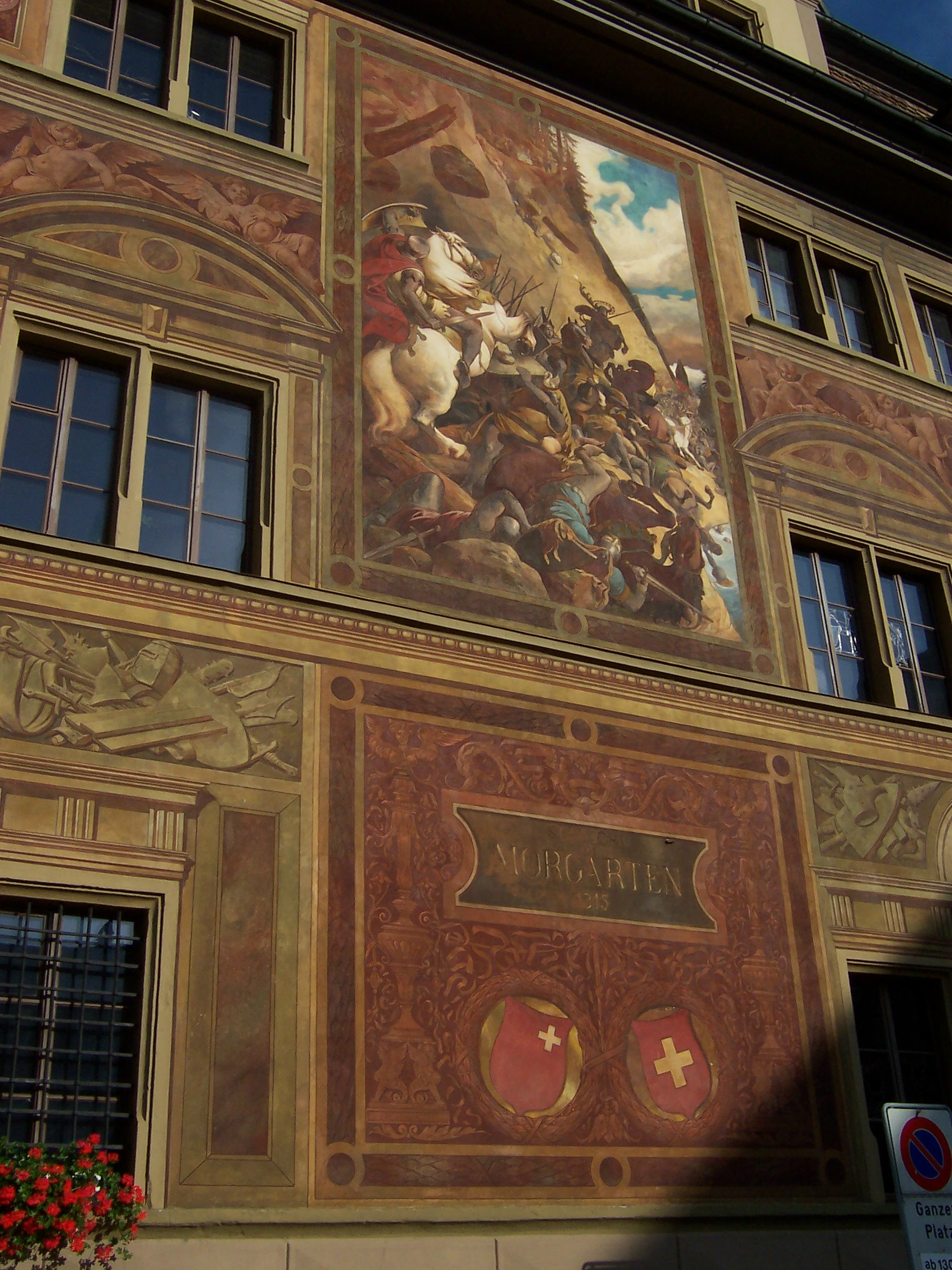
Façana de l'ajuntament.

Encara que s'hi han trobat algunes monedes d'època romana, els primers vestigis d'un assentament humà a Schwyz, daten del segle viii. Al costat de l'església parroquial, que es va edificar per primera vegada a començaments de segle viii, hi ha les restes d'un cementiri dels alamans també d'aquesta època. A aquesta primera església va seguir una d'època otoniana, de vers l'any 1000, que potser va quedar destruïda en el terratrèmol de verona del 1117. El 1121 s'hi construí una tercera església al mateix lloc, d'estil romànic. Al segle xv s'hi va alçar una de més gran que quedà destruïda, juntament amb la major part de la ciutat, en un incendi l'any 1642. La cinquena església, d'estil barroc fou reemplaçada a causa de greus defectes estructurals, per l'actual que fou consagrada el 1774.
Atès que Schwyz és la capital del cantó homònim, moltes organismes s'encarreguen alhora de l'administració local i la cantonal, evitant la duplicitat de seus i edificis. La història de la ciutat està també estretament lligada a la del seu cantó.

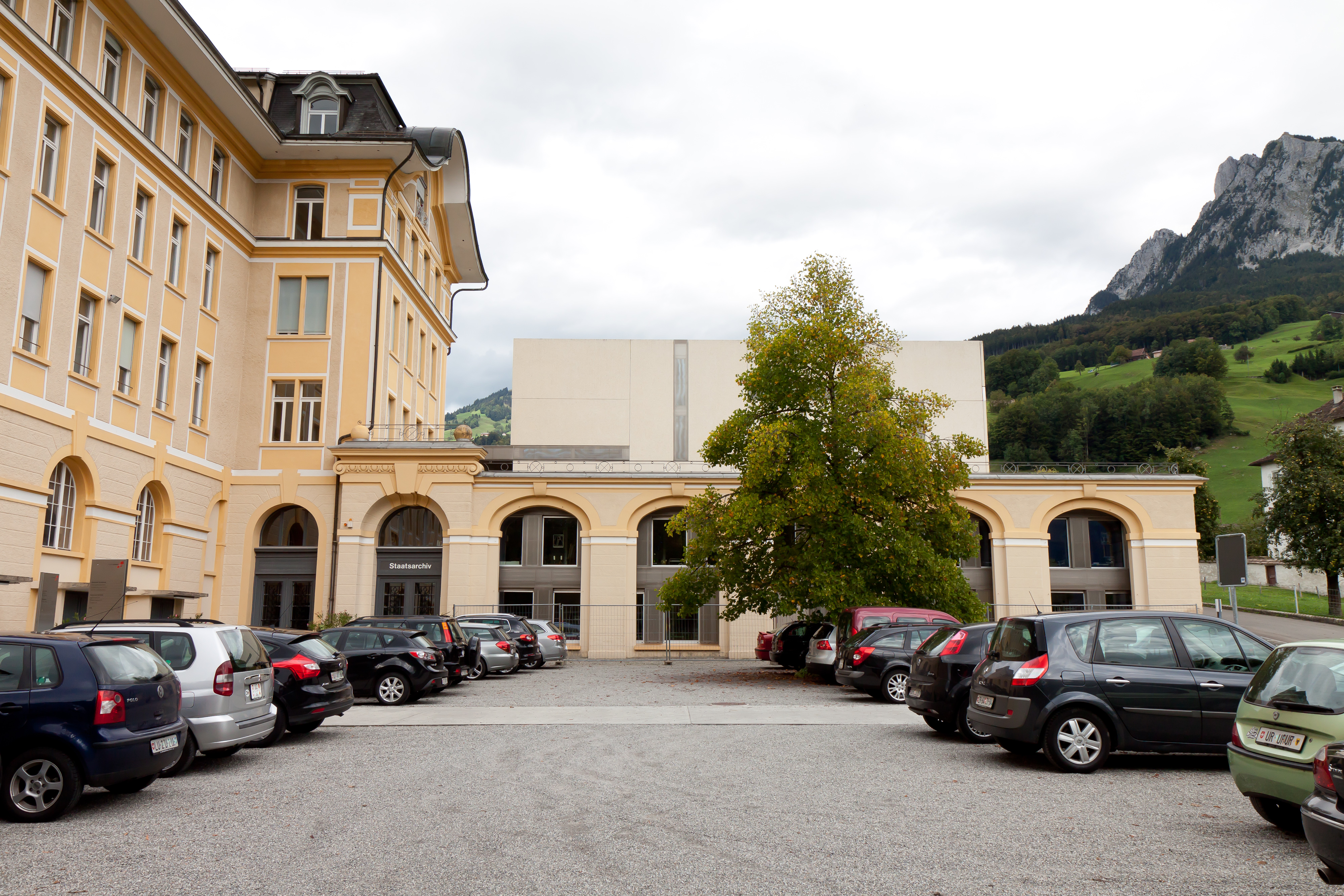
Arxiu Històric de Schwyz

Segons descriu el cronista Johann Stumpf, la ciutat original consistia en una plaça quadrada, una església amb un cementiri, una casa comunal, un hostal, la torre de l'arxiu i diverses cases de fusta. Vers l'any 1500, ja es feia servir el nom Schwyz Kilchgassen (literalment «cases al voltant de l'església de Schwyz»), per distingir-la del nom del cantó. L'incendi del 1642, que destruí 47 edificis del centre, permeté en la reconstrucció fer una nova estructura de la vila amb una plaça més gran de la qual sortirien carrers més amples i també un nou edifici comunal o ajuntament. El nou conjunt d'edificis inclogué unes 30 cases per als terratinents.

## Escut de la ciutat
La ciutat està representada per un escut de fons vermell amb la creu de la Confederació en el racó superior realçat en plata, ja que en aquesta ciutat se signà el 1291 el document que formaria la Confederació Suïssa.

## Població

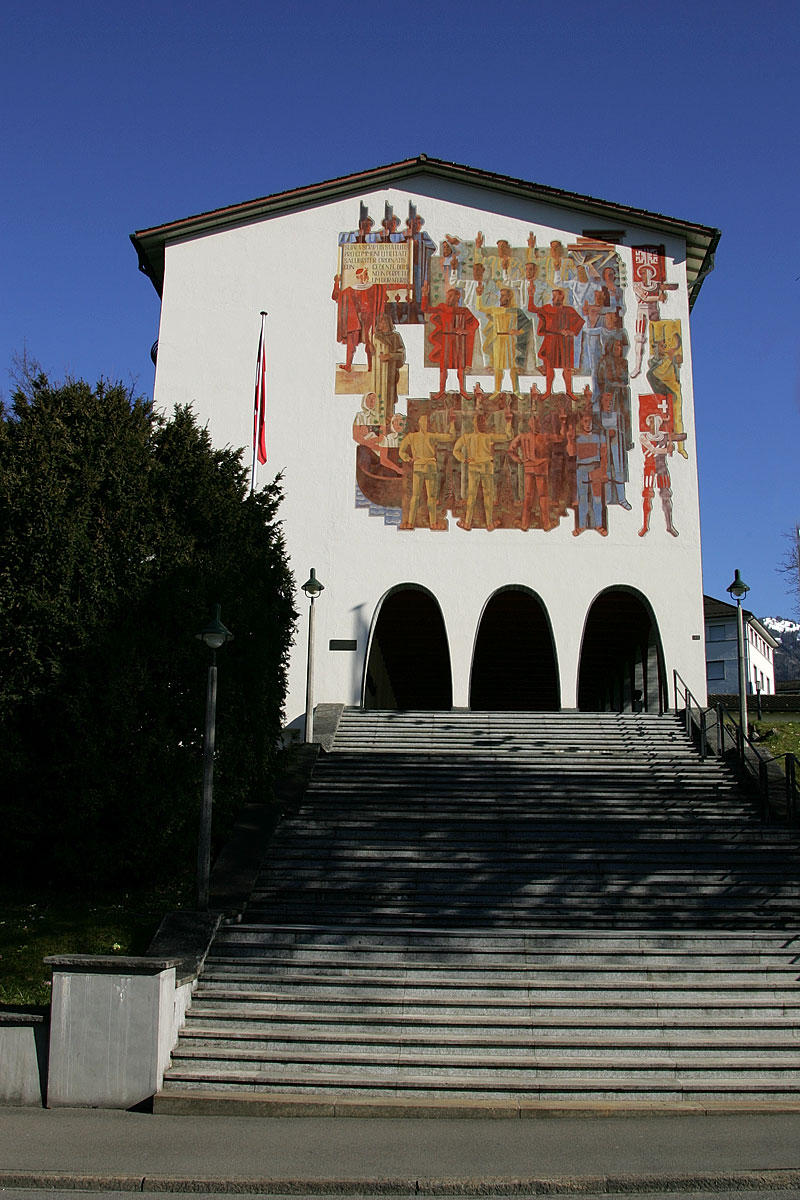
Museu de la Confederació Suïssa, on es pot veure el document del 1291 que seria la base de la creació de l'estat suís.

Fins al desembre del 2017, Schwyz tenia 15.000 habitants. El 15,6% són residents estrangers. Durant els anys 2010–2011 la població va minvar en un 0,6%, la migració també es va reduir -0.9%, mentre que les defuncions i els naixements van tenir un creixement nul 0,0%. Segons l'estudi demogràfic efectuat l'any 2000, la majoria de la població són de parla alemanya (12.441, que són un 90,1%), concretament del dialecte alamànic, la llengua serbocroata és la segona més parlada (378, que són un 2,7%) i l'italià n'és la tercera (273, que són un 2%); a més hi havia en aquest estudi 23 persones de parla francesa i 25 parlants de romanx.
En l'estudi demogràfic del 2008, el 49,9% de la població eren homes i el 50,1% dones; dades que es poden desglossar en: 5.824 homes suïssos (42,2% de la població), 1.058 homes no suïssos (7,7%), 5.932 dones suïsses (43%) i 988 (7,2%) dones no suïsses. Dels residents en aquesta ciutat, 6.681 (un 48,4%) eren nascuts a la vila i hi vivien des del 2000; 2.195 (15,9%) eren nascuts en una altra vila del mateix cantó, mentre que 2.780 (20,1%) eren nascuts en algun altre lloc de Suïssa i 1.797 (13,0%) eren nascuts a fora del país.
Segons l'estudi del 2000, el grup de oblació format per nens i adolescents (0–19 anys) eren el 25,6% del total, mentre que els adults (de 20–64 anys) feien el 60,3% i els vells (més de 64 anys) el 14,1%.
En l'esmentat estudi del 2000, 6.314 persones es van declarar solteres, 6.305 casats, 722 vidus i 461 divorciats.
Hi havia 5.250 habitatges particulars amb una mitjana de 2,5 persones per casa; els extrems d'aquesta mitjana eren: 1.582 cases habitades per una sola persona i 536 cases amb cinc o més persones. Un total de 4.968 pisos (90,3% del total) estaven permanentment ocupats, mentre que 375 pisos (6,8%) només s'ocupaven durant temporades i 156 pisos (2,8%) estaven buits. L'any 2009, la ràtio de cases de nova construcció era de 4,8 per cada 1000 residents.
Segons dades del 2003 el preu mitjà del lloguer d'un habitatge a Schwyz era de 1185,58 francs suïssos (CHF) al mes (aproximadament uns 760 €, tenint en compte el valor de canvi del 2003). Pel que fa als apartaments d'una sola habitació el preu mitjà era de 543,08 CHF (350 €), els de dues habitacions 904,87 CHF (580 €), els de tres 1068,78 CHF (680 €) i els pisos de sis o més habitacions costaven una mitjana de 1461,34 CHF (940 €). En relació al preu mitjà dels habitatges a Suïssa, els de Schwyz són un 106,2% més cars. Els pisos en venda o lloguer el 2010 eren el 0,25%.

## Economia
Segons dades del  2010, Schwyz tenia una taxa de desocupació de l' 1,8%. Segons dades del 2008, hi havia 484 persones treballant dins del sector primari i unes 174 empreses relacionades amb aquest sector; 2.756 persones treballaven en el sector secundari i 179 empreses dins d'aquest sector; 7.099 persones treballant en el sector terciari i 696 empreses dins d'aquest sector.
El 2008 el nombre total de feines a temps complet era de 8.570. El nombre de llocs de treball dins del sector primari era 303, dels quals 273 eren en l'agricultura i 30 en boscos i producció de fusta. El nombre de llocs de treball en el sector secundari era 2.647 dels quals 1.589 (el 60%) eren fàbriques, 8 (el 0,3%) en mineria i 928 (35,1%) en la construcció. El nombre de llocs de treball en el sector terciari era 5.620, dels quals 1.357 (el 24,1%) en botigues i en tallers mecànics, 306 (el 5,4%) en transport i emmagatzematge de mercaderies, 272 (el 4,8%) en hotels o restaurants, 136 (el 2,4%) en serveis informatius, 733 (el 13%) en assegurances o finances, 427 (el 7,6%) en aplicacions científiques o tecnològiques, 260 (el 4,6%) en educació i 1.053 (el 18,7%) en sanitat.
L'any 2000, hi van haver 4.484 persones d'altres llocs que es desplaçaven cada dia per a treballar a la ciutat de Swyzer i 2.168 ciutadans que es desplaçaven per treballar fora. Aquest municipi és un lloc d'atracció de treballadors, ja que hi ha 2,1 treballadors que entren a la ciutat per cada un que en surt. De la població treballadora, el 13,6% fa servir el transport públic i el 45,3% fa servir un vehicle propi.

## Religió

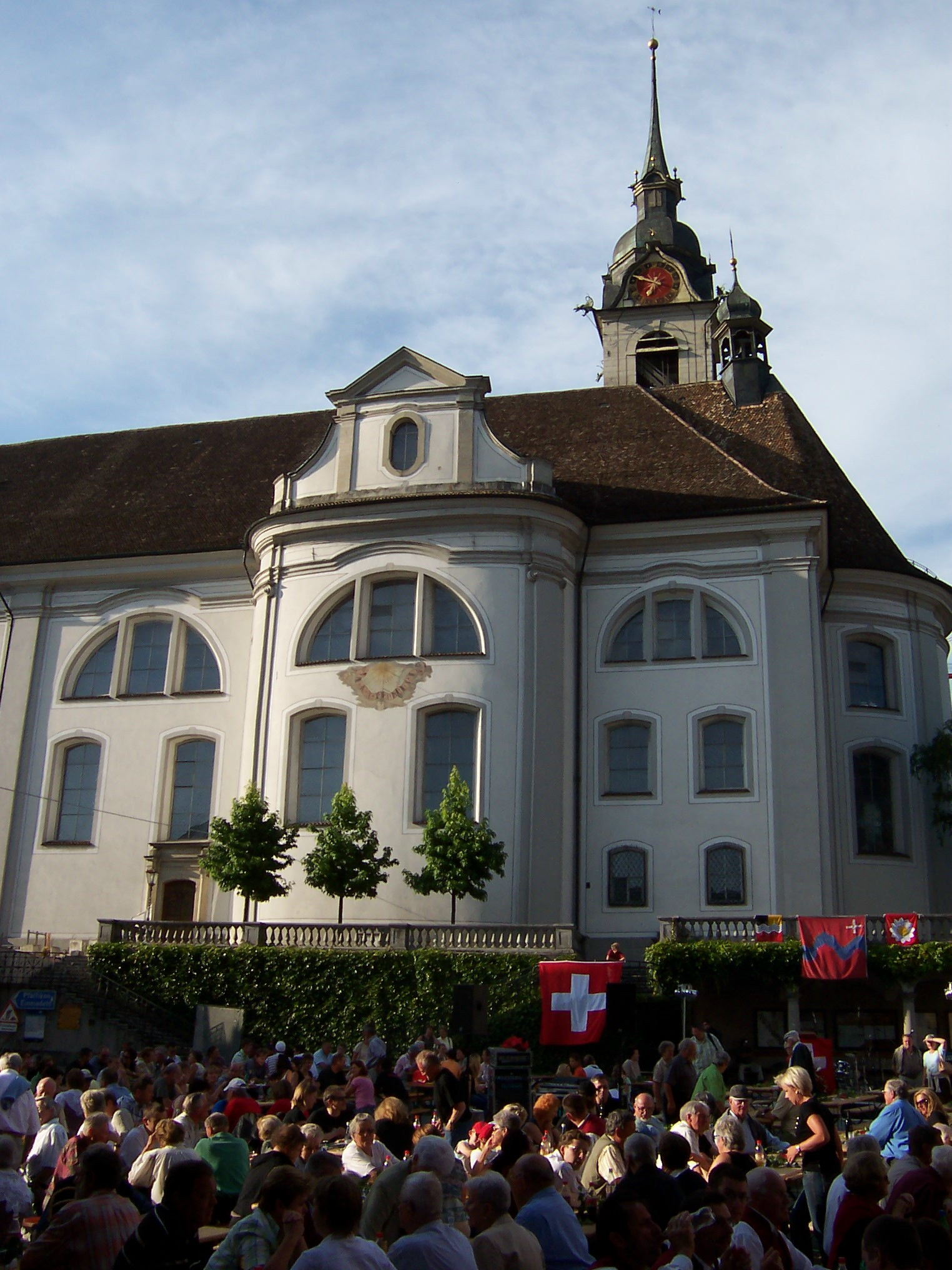
Església catòlica de Sant Martí.

En el cens del 2000, 11.269 persones (81,6%) van declarar pertànyer a l'Església Catòlica Romana, 675 (4,9%) a l'Església Reformista de Suïssa, 423 a l'Església Ortodoxa (3,06%), 7 (0,05%) que es van declarar pertanyents a l'Església Catòlica Antiga i 155 (1,12%) a altres confessions cristianes. A més hi havia 5 individus (0,04%) que es van declarar jueus, 502 (3,64%) islàmics, 42 budistes, 31 hiduistes i 7 individus pertanyents a altres creences. 377 (2,73%) es van declarar agnòstics o ateus i 385 (2,79%) no van respondre a la pregunta.

## Educació

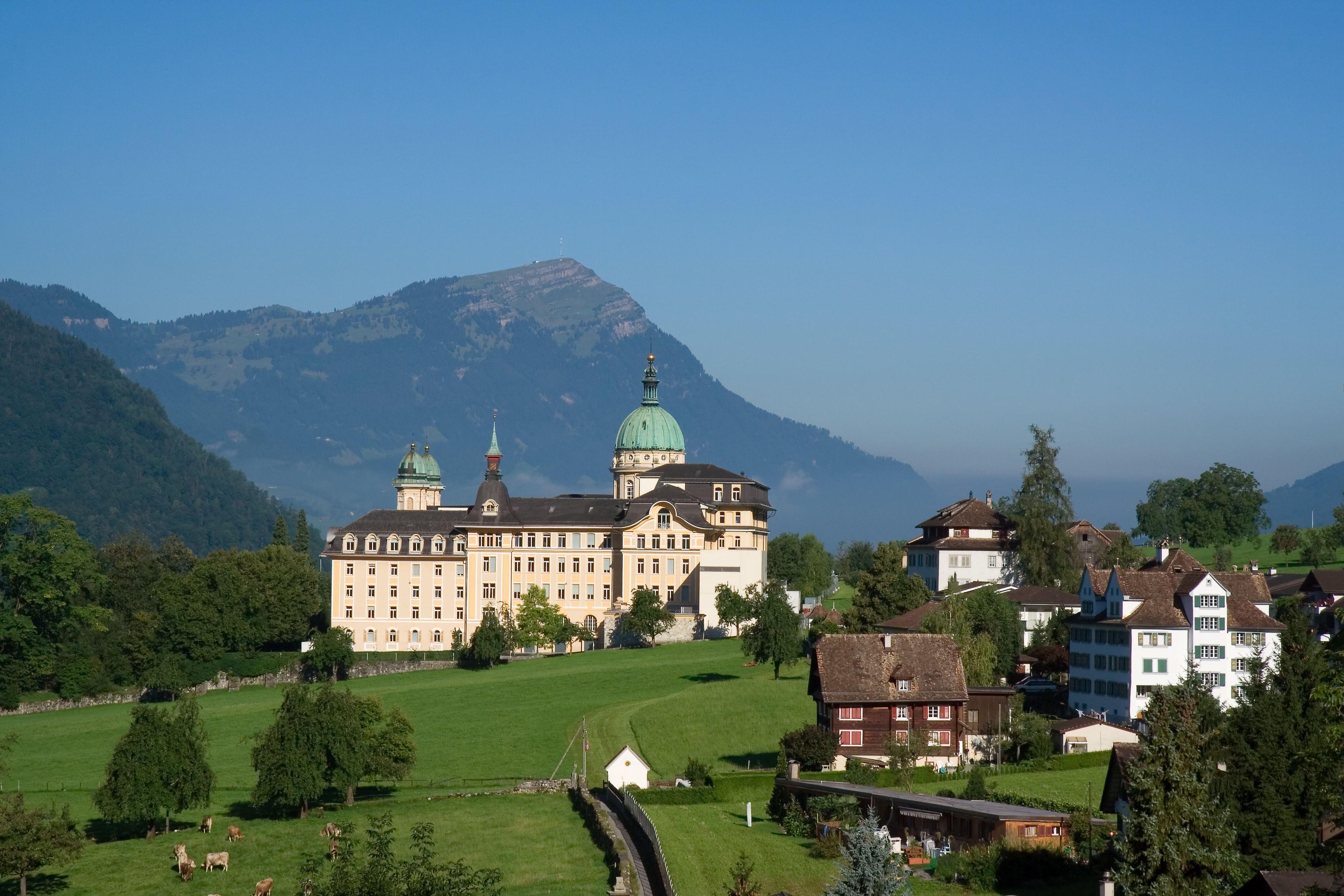
El col·legi Kantonsschule Kollegium Schwyz, una antiga institució jesuïta.

A Schwyz 4.873 (35,3%) de la població tenen estudis superiors d'educació secundària, i 1.473 (10,7%) tenen estudis superiors ja sigui en la universitat o en una Escola de Ciències Aplicades (Fachhochschule). Dels 1.473 habitants amb estudis superiors acabats, el 71,1% eren homes suïssos, el 19,4% eren dones suïsses, el 5,3% eren homes estrangers i el 4,1% dones estrangeres. També segons el cens del 2000, hi havia 419 estudiants a Schwyz procedents d'altres municipis, mentre que 186 residents assistien a centres educatius fora de la ciutat.
Schwyz és la seu de la Biblioteca Cantonal de Schwyz que, segons dades del 2008, té 108.142 llibres i material de consulta, amb 136.064 articles de préstec a l'any. Està oberta un total de 276 dies amb una mitjana de 29 hores a la setmana al llarg de l'any.
Un centre educatiu important és el Kantonsschule Kollegium Schwyz (KKS), d'educació secundària i professional. El KKS té 150 anys d'antiguitat, tot i que els seus edificis són encara més antics. La primera escola de llatí i educació clàssica de Schwyz s'inaugurà el 1627, com a part de l'antic monestir caputxí anomenat St Josef im Loo. aquesta escola romangué en funcionament fins a la invasió francesa del 1798 que creà la República Helvètica. El 25 de juliol del 1841, els jesuïtes van posar la primera pedra del que seria el seu col·legi en el mateix lloc de l'actual KKS. L'escola obrí el 1844 però només estigué sota direcció jesuïta durant tres anys. El 1847, les tropes federals van entrar a Schwyz per suprimir el moviment independentista dels cantons catòlics i els jesuïtes es van veure obligats a marxar. El centre es tornà a obrir el 1855 per iniciativa del pare caputxí Theodosius Florentini i l'any següent ja va rebre estudiants. Aquesta escola va tenir professors religiosos i seculars fins a la dècada del 1970. L'any 1972, el primer nivell de secundària es va traslladar a Pfäffikon i esdevingué el col·legi de secundària del cantó.

## Clima
Schwyz té una mitjana de 149,2 dies de pluja a l'any i rep de mitjana 1.629 mm de precipitacions. El mes més humit és l'agost, durant el qual la ciutat en rep una mitjana de 199 mm d'aigua. Durant aquest mes hi sol haver de mitjana uns 13,9 dies de pluja. El mes amb més dies de precipitacions és el juny, amb una mitjana del 14,8 dies, però amb només 182 mm d'aigua. El mes més sec és el febrer amb una mitjana de 99 mm de precipitació repartit en 13,9 dies.

## Llocs d'interès

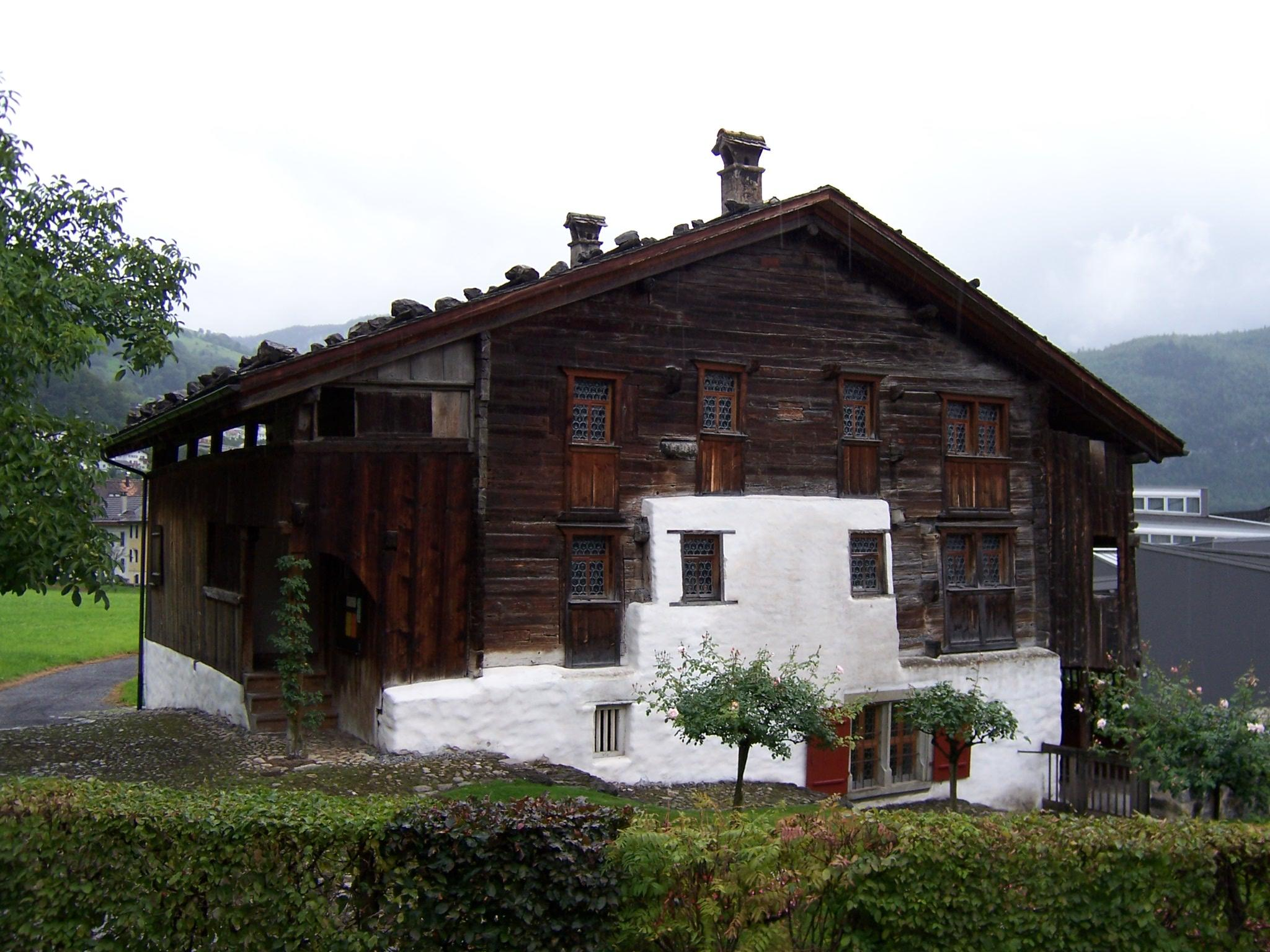
Casa Bethelem, construïda el 1287.

El Bundesbriefmuseum (Museu dels Documents de la Confederació Suïssa), el convent de monges dominicanes anomenat St. Peter am Bach, el nucli medieval i l'ermita, el Forum der Schweizer Geschichte (Fòrum de la Història de Suïssa), la casa Ab Yberg im Grund, la casa Bethlehem al carrer Reichsstrasse 9, la casa Ceberg im Feldli al Theodosiusweg 20, la casa del carrer Gotthardstrasse 99 d'Ibach, la Grosshus a Strehlgasse 12, la casa Immenfeld, la casa del carrer Langfeldweg 14 a Kaltbach, la casa a  Oberschönenbuch 79 d'Ibach, la Herrenhaus Waldegg, la Hettlingerhäuser, la Hofstatt Ital Reding, l'església parroquial catolica dedicada a sant Martí, el Maihof, el palau Büeler, l'ajuntament, la casa Reding, els Arxius Municipals de Schwyz i la Köplihaus estan catalogats com a llocs d'interès del patrimoni històric nacional. Tot el nucli antic de Schwyz és part del llistat d'edificis patrimonials de Suïssa.